# ×Dryostichum
xDryostichum, hibridni rod  (notorod) iz porodice papratki Dryopteridaceae, dio  reda osladolike.
Jedina vrsta je xD. ×singulare iz Ontaria, Kanada.